# Calvoa monticola
Calvoa monticola är en tvåhjärtbladig växtart som beskrevs av Auguste Jean Baptiste Chevalier, John Hutchinson och John McEwan Dalziel. Calvoa monticola ingår i släktet Calvoa och familjen Melastomataceae. Inga underarter finns listade i Catalogue of Life.